# Пиньикур
Пиньику́р (фр. Pignicourt) — коммуна во Франции, находится в регионе Пикардия. Департамент коммуны — Эна. Входит в состав кантона Гиньикур. Округ коммуны — Лан.
Код INSEE коммуны — 02601.

## Население
Население коммуны на 2010 год составляло 164 человека.
| 1962 | 1968 | 1975 | 1982 | 1990 | 1999 | 2010 |
| ---- | ---- | ---- | ---- | ---- | ---- | ---- |
| 138  | 138  | 78   | 85   | 96   | 136  | 164  |

## Экономика
В 2010 году среди 117 человек трудоспособного возраста (15—64 лет) 90 были экономически активными, 27 — неактивными (показатель активности — 76,9 %, в 1999 году было 67,9 %). Из 90 активных жителей работали 83 человека (46 мужчин и 37 женщин), безработных было 7 (3 мужчин и 4 женщины). Среди 27 неактивных 10 человек были учениками или студентами, 6 — пенсионерами, 11 были неактивными по другим причинам.